# Mezőszentgyörgy
Mezőszentgyörgy es un pueblo húngaro perteneciente al distrito de Enying, condado de Fejér.

## Superficie
Cuenta con una superficie de 27,12 km².

## Demografía
Hasta 2024 la población era de 1233 habitantes, con una densidad de población de 45,46 hab/km².
| Gráfica de evolución demográfica de Mezőszentgyörgy entre 2020 y 2024 |
|                                                                       |
| Datos según la Oficina Central de Estadística de Hungría.             |